# Пилотная серия (Гадкие американцы)
Пилотная серия (англ. Pilot) — первая серия первого сезона мультсериала «Гадкие американцы». Серия также известна под названием «D.O.I. Cutbacks».

## Сюжет
Департамент интеграции понижает зарплату для социальных служб, чтобы повысить её правоохранительным органам. Из-за этого подчиненных иммигрантов соединяют в одну группу, в которой учителем будет Марк. Когда Кейли приглашает Марка в ресторан в аду и говорит, что Твейн собирается его уволить Марк решил устроить на работу своих подчинённых.
Тем временем за день в обмен на приз Граймс согласился поймать 20 нелегальных иммигрантов. Устроив всех своих подчинённых на работу, Марк решил отправиться на свидание с Кейли в ресторане в аду, где они случайно встречают родителей Кейли. Во время разговора с ними Марк упомянул сочувствие, заставим этим удивить всех там и прогнать родителей Кейли, при этом, не расстроив её. Один из подчинённых Марка зомби Тэйлор Мэйсон оказался нанят мойщиком окон в мозговом хранилище, где он заперся в одной из комнат с мозгами, но когда приехал Марк, то уговорил Тэйлора закончить всё это. В итоге Тэйлор оказался двадцатым иммигрантом, которого поймал Граймс и Твейн решил не увольнять Марка, так как тот помог Твейну поймать этого зомби.

## Производство

### Создание «Гадких американцев»
В 2005—2006-х годах Девин Кларк получил шанс создать веб-сериал под названием 5-ON при поддержке сайтов Super Deluxe, Motherload и AOL. В этом веб-сериале не было основного сюжета и говорилось про вашингтонского репортёра, расспрашивающего людей на улицах об их мнении. После создания шести короткометражек 5-ON Девин Кларк решил предложить сериал каналам IFC, Spike TV и Comedy Central. Идея понравилась IFC и Comedy Central. Кларк решил продать идею последнему, так как им больше понравилась идея, чем IFC. В итоге Девин решил сделать из короткометражек полнометражные серии, после предложения об этом Даниэлла Пауэлла работника Comedy Central, который впоследствии станет одним из сценаристов сериала.

### Основное производство
«Мы пытаемся довольно глубоко дать понять о каждом персонаже. Даже если это не очевидно после первой серии или даже первых семи, то это даёт ещё большую глубину» .
Серия была придумана Девидом М. Стерном, который раньше работал над «Симпсонами» и срежиссирована Аароном Аугенбликом и Люси Снайдер. Девин Кларк сказал, что первоначально хотел сделать мультсериал про Вашингтон, но из-за мнения Дэвида Стерна они решили сделать мультсериал про Нью-Йорк, где, по мнению последнего находятся все «чудаки». Когда создатели мультсериала написали сценарий, то подумали, что это будет пилотная серия, поэтому они сократили сценарий на 11 минут. Работники канала сказали, что это отличный пилотный выпуск, но сказали, что бы его сделали первоначальной версией, добавив вырезанное время. В итоге сценаристам пришлось добавлять различные второстепенные сюжетные линии даже про странных второстепенных персонажей.
Дэвин Кларк в интервью с Huffington Post сказал «Гадкие американцы пытаются нормализовать абсурдный мир, предоставляя зрителям настоящие проблемы, стоявшие реальным, хотя невероятными персонажами. Я, наверное бы не смог придумать всё без сценариста от „Симпсонов“ Девида Стерна, который знал как обращаться с абсурдными персонажами в пути деланья их удобными. Для Мэтта Оберга озвучивающего Марка это было первая его работа на телевидении, поэтому когда он увидел законченную пилотную серию, то был поражён, как вся работа, которую он видел, объединилась. Также часть хаоса шоу, в которой Марк знакомит группу с нереальными иммигрантами, по моему мнению, является лучшей частью шоу». Также было сказано, что персонажа Фрэнка Граймса назвали в честь одноимённого персонажа из «Симпсонов» из-за того, что единственная серия в которой он появился является одной из любимых у Девида Стерна.
Пре-продакшном управляла Бруклинская база Augenblick Studios, и тогда анимацию произвели в Flash и этим управляли студия Cuppa Coffee Studio в Торонто. Звуковой дизайн и совмещение звука с видео делала студия Great City Productions в городе Нью-Йорк. Создатели мультсериала также сказали, что специально используют различные тёмные краски для цвета и палитры, чтобы придать сериалу схожесть с ужасами и научной фантастикой EC Comics 1960-1970-х годов. Также само содержание, что в Нью-Йорке помимо людей существуют различные существа схоже с комиксом «The Vault of Horror». Также Девин Кларк заявил, что комната Марка срисована с реально существующей квартиры в Нью-Йорке, благодаря тому, что большинство работников сериала ньюйоркцы. Также было сказано, что работник сериала Уилл Элдер сказал, что заполнение каждого дюйма экрана различными вещами он называет «куриным жиром».
Кроме регулярного состава в серии участвовали приглашённые звёзды, которые вскоре станут постоянными — Пити Холмс, Джули Клоснер, Де’Адре Азиза, Майкл Бритт.
Главный актёр Мэтт Оберг сказал в интервью «Когда я впервые прочитал сценарий, то подумал, что это будет смешно и также был взволнован попробовав озвучить робота, великого мозга и волшебника Мартина. Я практиковал свой смешной голос, но как оказалась, им понравился мой прямой голос для Марка».

## Отношение критиков и публики
Серию впервые показали 17 марта 2010 года в США на канале Comedy Central. В вечер премьеры серию посмотрели 2 104 000 зрителей, серия приобрела оценку 1,3.в возрастах от 18 до 49 лет. В тот вечер серия была самой просматриваемой после серии Южного парка «Сексуальное лечение». Серия является второй, наиболее просматриваемой серией первого сезона.
Серия получила смешанные отзывы от критиков. Metacritic.com дал этой серии позитивную оценку 62. Журнал Entertainment Weekly включил эту серию в список лучших программ вечера 17 марта 2010 года. Дэвид Хинкли из Нью-Йоркского Daily News сказал «Если Гадкие американцы идут с сообщением, оно немного решающе точно смешное и это озадачивает, это часто получается успешно. Разнообразные необычные существа являются идущим визуальным гэгом и диалоги ведут к забаве». Хэнк Стаевер из The Washington Post сказал «Гадкие американцы является умным и часто забавным поворотом на понятия Манхэттена как большой горшок, в котором находятся люди, зомби и т. д.». Брайан Лоури из еженедельника Variety сказал «в Гадких американцах больше триумфа в дизайне и концепции, чем в выполнении» и добавил «не всё работает, но с него изобилующими визуальными гэгами мультсериал просто достаточно глуп, чтобы быть хорошим».
Крис Кинг из Slant Magazine поставил серии оценку 50 из 100 и сказал «Сухой юмор шоу смешан с довольно проблемным визуальным стилем, где все суровы и неясно деформированы, главным образом заставляя вас чувствовать неловко». В основном из-за своих визуальных гэгов и болезненного оригинального юмора сериал получил негативные рецензии от таких публикаций как Pittsburgh Post-Gazette и Deseret News. Рэмси Ислер из IGN дал серии оценку 5 из 10 и сказал «Шоу из-за всех сил пытается быть смешным… Всё это больше похоже на студенческий проект фильма, что просто вполне не удаётся». Нэнси Базил из About.com сказала «сцена с Марком и Кейли в ресторане ада не смешна, так как является клише, однако отношение Марка с его соседом по комнате Рэндэллом забавно». Кэлвин Ли из Toonary Post поставил серию на пятое место среди «лучших пяти серий первого сезона Гадких американцев». Рэнди Пёрлштейн, озвучивающий Леонарда охарактеризовал шоу, как «Пять чудиков, которые друг без друга потерпели бы неудачу, но вместе могут всё решить».

## Релиз
Серия вышла на DVD Гадкие американцы сезон 1, часть 1 вместе с остальными шестью сериями на трёх дисках в США 5 октября 2010 года. Работники сериала Дэвид М. Стерн, Даниел Пауэлл, Девин Кларк участвовали в аудиокомментариях к этой серии.. Серии первого сезона были также выпущены в цифровом формате для таких сервисов как Amazon Instant Video, iTunes Store и Xbox Live Marketplace. Как и большинство серий «Гадких американцев» пилотная серия также доступна для бесплатного просмотра на официальном сайте Comedy Central.